# Márcia Cunha
Márcia Regina Cunha est une ancienne joueuse brésilienne de volley-ball née le 26 juillet 1969 à Juiz de Fora (Minas Gerais). Elle mesure 1,85 m et jouait au poste de attaquante. 

## Biographie
Avec l'équipe du Brésil de volley-ball féminin, Márcia Cunha est médaillée de bronze aux Jeux olympiques d'été de 1996 à Atlanta.

## Clubs
| Club                    | De        | À         |
| ----------------------- | --------- | --------- |
| Minas Tênis Clube       | 1985-1986 | 1987-1988 |
| Sadia Esporte Clube     | 1988-1989 | 1990-1991 |
| Minas Tênis Clube       | 1992-1993 | 1992-1993 |
| Osasco Voleibol Clube   | 1993-1994 | 1994-1995 |
| Esporte Clube Pinheiros | 1995-1996 | 1995-1996 |
| Osasco Voleibol Clube   | 1996-1997 | 1997-1998 |
| Macaé Sports            | 1998-1999 | 1998-1999 |
| Ankara Vakıfbank        | 1999-2000 | 1999-2000 |
| CR Vasco da Gama        | 2000-2001 | 2000-2001 |

## Palmarès

### Équipe nationale
- Jeux olympiques
  -  1996 à Atlanta.
- Championnat du monde
  - Finaliste : 1994.
- Coupe du monde
  - Finaliste : 1995.
- Grand Prix mondial
  - Vainqueur : 1994.
  - Finaliste : 1995.
- Championnat d'Amérique du Sud
  - Vainqueur : 1995.
  - Finaliste : 1989, 1993.
- Jeux Panaméricains
  - Finaliste : 1991.
- Championnat du monde des moins de 20 ans
  - Vainqueur : 1987, 1989.

### Distinctions individuelles
- Championnat du monde de volley-ball féminin des moins de 20 ans 1987: Meilleure serveuse.
- Grand Prix Mondial de volley-ball 1994: Meilleure contreuse.

### Télévision
- 2023: A Fazenda 15